# Рудник Сенчері
Рудник Сенчері (Century Mine) — копальня поліметалічних руд в Австралії.

## Загальна інформація
Родовище Сенчері було відкрите в 1990 році на південно-західній околиці метеоритного кратера Лавн-Гілл компанією Conzinc Riotinto of Australia (CRA), яка зараз входить в корпорацію Rio Tinto. Розвідка родовища завершена в 1997 році.
Підтверджені запаси — 116 млн т руди із вмістом срібла 38 г/т, цинку — 10.2%, свинцю — 2.3%. 

## Розробка
Розробкою родовища первісно займався гірничо-металургійний концерн Pasminco, що виник у 1988-му унаслідок об’єднання цинкових актиіві CRA та North Broken Hill Peko. Завдяки Сенчері Pasminco вийшов на 1-е місце у світі по виробництву цинку, а також вирішив проблеми металургійного заводу в місті Будел (Нідерланди), оскільки цинковий концентрат з Сенчері добре відповідає технологічній схемі останнього через низький вміст заліза. На самій Тасманії споживачем концентрату з Сенчері став цинкоплавильний завод у Гобарті. Також цинковий концентрат можуть постачати на плавильний завод у Таунсвіллі.
Потужність збагачувальної фабрики рудника становить 780 тис. т цинку в концентратах, 84 тис. т свинцю в концентратах і 194 т срібла на рік. 
Афінаж срібла здійснюють на афінажному заводі компанії в Порт-Пірі, де воно доводиться до чистоти 99,99% і відливається в злитки по 15 і 30 кг. Срібло такої якості використовується в фотографії, електронній і хімічній галузях промисловості.
Вже у 1990-х Pasminco потрапила у скрутне фінансове становище і в 2004-му на її основі створили компанію Zinifex. В 2007-му з останньої виділили плавильний бізнес (зі створенням Nyrstar), а в 2008-му гірничодобувний дивізіон унаслідок злиття Zinifex та Oxiana перейшов до компанії OZ Minerals. Вже у 2009-му основна частина рудників OZ Minerals (і серед них Сенчері) була продана компанії China Minmetals, що створила з покупки компанію Minerals and Metals Group (MMG).